# Rostyn Griffiths
Rostyn Griffiths (Stoke-on-Trent, 10 maart 1988) is een Australisch voetballer die als verdedigende middenvelder speelt.
Griffiths doorliep de jeugdopleiding van Blackburn Rovers FC, maar stroomde niet door naar het eerste elftal. Hij keerde, na twee verhuurperiodes, terug naar Australië waar hij bij North Queensland Fury en Central Coast Mariners doorbrak. Griffiths speelde daarna twee seizoenen in China. Vanaf begin 2014 speelde hij voor Perth Glory FC. Eind juli 2015 werd Griffiths voor het seizoen 2015/16 door Roda JC Kerkrade gecontracteerd. Op 19 april 2016 werd zijn contract voortijdig ontbonden. Hierna keerde hij terug bij Perth Glory. Van augustus 2017 tot mei 2018 speelde hij in Oezbekistan voor Pachtakor Tasjkent.

## Erelijst
Central Coast Mariners
- A-League

2011/12
 Australië –17
- Oceanisch kampioenschap voetbal onder 17

2005